# Giselle Álvarez
Giselle Álvarez (* 30. März 1992) ist eine chilenische Leichtathletin, die sich auf den Langstreckenlauf spezialisiert hat.

## Sportliche Laufbahn
Erste internationale Erfahrungen sammelte Giselle Álvarez im Jahr 2009, als sie bei den Juniorensüdamerikameisterschaften in São Paulo in 10:29,14 min den vierten Platz im 3000-Meter-Lauf belegte. 2011 belegte sie bei den Juniorensüdamerikameisterschaften in Medellín in 11:03,86 min den siebten Platz und kam im 5000-Meter-Lauf nicht ins Ziel. Zudem belegte sie mit der chilenischen 4-mal-400-Meter-Staffel in 4:10,12 min den fünften Platz. 2014 siegte sie in 35:28,30 min über 10.000 Meter bei den U23-Südamerikameisterschaften in Montevideo und gewann zudem in 16:51,22 min die Bronzemedaille über 5000 Meter hinter den Peruanerinnen Soledad Torre und Jovana de la Cruz. Im Jahr darauf belegte sie bei den Südamerikameisterschaften in Lima in 16:43,79 min den fünften Platz über 5000 Meter und gelangte mit 35:27,13 min auf Rang neun im 10.000-Meter-Lauf. 2019 startete sie im Marathon bei den Panamerikanischen Spielen ebendort, kam dort aber nicht ins Ziel. 2021 wurde sie bei den Südamerikameisterschaften in Guayaquil in 37:49,43 min Elfte über 10.000 Meter und 2023 belegte sie bei den Südamerikameisterschaften in São Paulo in 16:46,57 min den fünften Platz über 5000 Meter und gelangte über 10.000 Meter mit 35:49,9 min auf Rang acht. Im Oktober belegte sie bei den Panamerikanischen Spielen in Santiago de Chile in 2:37:21 h den siebten Platz im Marathonlauf und belegte auch über 10.000 Meter in 34:01,07 min den siebten Platz.
2018 wurde Álvarez chilenische Meisterin im 10.000-Meter-Lauf sowie 2023 über 5000 Meter.

## Persönliche Bestleistungen
- 3000 Meter: 10:08,27 min, 18. Juni 2009 in Iquique
- 5000 Meter: 16:02,64 min, 22. Oktober 2022 in Concepción
- 10.000 Meter: 33:46,46 min, 8. September 2023 in Lima
- Halbmarathon: 1:19:34 h, 12. April 2015 in Santiago de Chile
- Marathon: 2:33:09 h, 19. Februar 2023 in Sevilla